# Adrià Pedrosa
Adrià Giner Pedrosa (Barcelona, 13 mei 1998) is een Spaanse voetballer die doorgaans als verdediger speelt. Hij verruilde RCD Espanyol in juli 2023 transfervrij voor Sevilla.

## Carrière
Pedrosa speelde in de jeugd van Castelldefels en Gavà tot hij in 2014 werd opgenomen in de jeugdopleiding van RCD Espanyol. Hiervoor debuteerde hij op 1 november 2018 in het eerste elftal. Hij kreeg die dag een basisplaats in een met 2–1 verloren wedstrijd in het toernooi om de Copa del Rey, uit bij Cádiz CF. Pedrosa maakte op 16 december 2018 zijn debuut in de Primera División. Hij begon ook deze keer in de basis, ditmaal tijdens een met 1–3 verloren wedstrijd thuis tegen Real Betis. Pedrosa speelde uiteindelijk vijf seizoenen in de hoofdmacht van Espanyol, waarmee hij in 2019/20 ook uitkwam in de Europa League. In zowel seizoen 2021/21 als 2021/22 stond hij meer dan dertig speelronden in de basis. Door een liesblessure miste hij acht maanden van 2022/23. Nadat Espanyol aan het eind van dat seizoen degradeerde uit de Primera División, stapte Pedrosa transfervrij over naar Sevilla. Zo bleef hijzelf actief op het hoogste niveau. Sevilla had bovendien in het voorgaande seizoen de Europa League gewonnen, waardoor Pedrosa instapte bij een deelnemer aan de Champions League.

## Clubstatistieken
| Seizoen     | Club         | Competitie       | Competitie | Competitie | Beker | Beker | Internationaal | Internationaal | Totaal | Totaal |
| Seizoen     | Club         | Competitie       | Wed.       | Dlp.       | Wed.  | Dlp.  | Wed.           | Dlp.           | Wed.   | Dlp.   |
| ----------- | ------------ | ---------------- | ---------- | ---------- | ----- | ----- | -------------- | -------------- | ------ | ------ |
| 2018/19     | RCD Espanyol | Primera División | 12         | 1          | 4     | 0     | —              | —              | 16     | 1      |
| 2019/20     | RCD Espanyol | Primera División | 20         | 1          | 3     | 0     | 8              | 2              | 31     | 3      |
| 2020/21     | RCD Espanyol | Segunda División | 32         | 1          | 1     | 0     | —              | —              | 33     | 1      |
| 2021/22     | RCD Espanyol | Primera División | 31         | 1          | 2     | 0     | —              | —              | 33     | 1      |
| 2022/23     | RCD Espanyol | Primera División | 7          | 0          | 0     | 0     | —              | —              | 7      | 0      |
| Club totaal | Club totaal  | Club totaal      | 102        | 4          | 10    | 0     | 8              | 2              | 120    | 6      |
| 2023/24     | Sevilla      | Primera División | 0          | 0          | 0     | 0     | 0              | 0              | 0      | 0      |
| Club totaal | Club totaal  | Club totaal      | 0          | 0          | 0     | 0     | 0              | 0              | 0      | 0      |

Bijgewerkt t/m 3 juli 2023

## Interlandcarrière
Pedrosa maakte van 2019 tot en met 2021 deel uit van Spanje –21. Daarmee kwam hij tot de halve finale van het EK –21 van 2021.

## Erelijst
| Competitie                | Aantal   | Jaren    |
| Espanyol                  | Espanyol | Espanyol |
| ------------------------- | -------- | -------- |
| Kampioen Segunda División | 1x       | 2020/21  |

1 Fernández ·
3 Pedrosa ·
4 Salas ·
6 Gudelj ·
7 Romero ·
8 Ortiz ·
9 Iheanacho ·
10 Suso ·
11 Lukebakio ·
12 Sambi Lokonga ·
13 Nyland ·
14 Peque ·
15 Montiel ·
16 Navas  ·
17 Ñíguez ·
18 Agoumé ·
19 Barco ·
20 Sow ·
21 Ejuke ·
22 Badé ·
23 Marcão ·
24 Nianzou ·
26 Sánchez ·
27 Idumbo Muzambo ·
31 Flores ·
32 Carmona ·
Coach: Pimienta
· Assistent-coach: García